# Streptomyces diastaticus
Streptomyces diastaticusは、ストレプトマイセス属に属する好アルカリ菌であり好熱菌である細菌の一種である。Streptomyces diastaticusはオリゴマイシンA、オリゴマイシンC、リモシジン、ロイコトリエンA4ヒドロラーゼ阻害剤8(S)-アミノ-2(R)-メチル-7-オキソノナン酸を産生する。Streptomyces diastaticusはまた、グウゲロチンやジアスタフェナジン、抗生物質のルチシンを産生する。

## 関連記事
- en:List of Streptomyces species